# Joseph Taylor Robinson
Joseph Taylor Robinson (Lonoke, 1872. augusztus 26. – Washington, 1937. július 14.) az Amerikai Egyesült Államok szenátora (Arkansas, 1913–1937).